# Hydriomena infuscata
Hydriomena infuscata är en fjärilsart som beskrevs av Otto Staudinger 1891. Hydriomena infuscata ingår i släktet Hydriomena och familjen mätare. Inga underarter finns listade i Catalogue of Life.